# Balitiger
Bali-tigeren var en tigerart, der udelukkende levede på øen Bali.
Det sidste eksemplar, som med sikkerhed er blevet set, var en hun-tiger, der blev skudt ved Sumbar Kima, på det vestlige Bali den 27. september 1937. Nogle få dyr overlevede dog sandsynligvis ind i 1940'erne og muligvis helt frem til 1950'erne. Underarten uddøde som følge af tabt habitat og jagt. Fordi øen var relativt lille og med begrænset mængde skov, har den oprindelige population aldrig kunnet udvide sig og blive stor.